# Gran sello del estado de Colorado
El gran sello del estado de Colorado es una adaptación del sello territorial que fue aprobado por la Primera Asamblea Territorial el 6 de noviembre de 1861. Los únicos cambios realizados en el diseño del sello territorial fueron la sustitución de las palabras "State of Colorado" ("Estado de Colorado") y las cifras "1876" por las inscripciones correspondientes en el sello territorial. La primera Asamblea General del Estado de Colorado aprobó la adopción del sello del Estado el 15 de marzo de 1877. El Secretario de Estado de Colorado es el único autorizado a colocar el Gran Sello de Colorado en un documento cualquiera. 
Por ley, el sello del Estado es de dos y media pulgadas de diámetro con las siguientes figuras e inscripciones: En la parte superior está el Ojo de la Providencia u "Ojo que Todo lo Ve" dentro de un triángulo, del cual irradian rayos de oro en dos direcciones. Debajo del ojo hay un pergamino, el fasces romano, un haz de varas de olmo o de abedul con un hacha de batalla, atados con cintas rojas, ostentando las palabras "Union and Constitution" (Unión y Constitución) sobre una banda roja, blanca y azul. El haz de varas simboliza la fuerza que falta en una sola vara. El hacha simboliza autoridad y liderazgo. Bajo el pergamino está el escudo heráldico, el cual muestra en su parte superior, sobre campo rojo, tres montañas nevadas con nubes sobre ellas. La mitad inferior del escudo tiene dos herramientas de minería, la pica y el mazo, cruzados sobre campo dorado. Debajo del escudo en un semicírculo está el lema, "Nil Sine Numine", palabras en latín que significan "Nada sin la Deidad", y en la parte inferior, las cifras 1876, el año en que Colorado se convirtió en Estado. 
El diseño del Sello Territorial que sirvió como modelo para el Sello del Estado o Gran Sello de Colorado ha acreditado a diferentes personas, pero el individuo primariamente responsable fue Lewis Weld Ledyard, el Secretario Territorial, nombrado por el presidente Abraham Lincoln en julio de 1861. También hay evidencias de que el gobernador Territorial William Gilpin fue, al menos parcialmente, responsable del diseño. Tanto Weld como Gilpin eran conocedores del arte y el simbolismo de la heráldica. Hay elementos de diseño de los escudos de armas de las familias Weld y Gilpin incorporados en el Sello Territorial.